# Сан-Домінгуш-де-Рана
Сан-Домінгуш-де-Рана (порт. São Domingos de Rana; МФА: [ˈsɐ̃w du.ˈmĩ.guʒ dɨ ˈʁɐ.nɐ]) — парафія в Португалії, у муніципалітеті Кашкайш. Розташована в західній частині країни, на теренах історичної португальської провінції Ештремадура. Входить до складу округу Лісабон. За адміністративним поділом, чинним до 1976 року, терени парафії були складовою провінції Ештремадура. Належить до Лісабонського патріархату Католицької церкви. Патрон — святий Домінік. Площа — 20,3643 км². Населення — 57502 ос. (2011). Сильно урбанізований регіон. Густота населення — 2823,67 осіб/км²
. Код — 110506.

## Населення
| Кількість мешканців | Кількість мешканців | Кількість мешканців | Кількість мешканців | Кількість мешканців | Кількість мешканців | Кількість мешканців | Кількість мешканців | Кількість мешканців | Кількість мешканців | Кількість мешканців | Кількість мешканців | Кількість мешканців | Кількість мешканців | Кількість мешканців |
| ------------------- | ------------------- | ------------------- | ------------------- | ------------------- | ------------------- | ------------------- | ------------------- | ------------------- | ------------------- | ------------------- | ------------------- | ------------------- | ------------------- | ------------------- |
| 1864                | 1878                | 1890                | 1900                | 1911                | 1920                | 1930                | 1940                | 1950                | 1960                | 1970                | 1981                | 1991                | 2001                | 2011                |
| 2 424               | 2 513               | 2 668               | 2 728               | 4 201               | 4 328               | 6 587               | 8 315               | 12 571              | 8 323               | 17 624              | 29 342              | 35 938              | 43 991              | 57 502              |